# Vimercate
Vimercate là một thị xã và đô thị thuộc tỉnh Monza và Brianza, vùng Lombardia, miền bắc Italia. Đô thị này có cự ly 25 km so với Milano và 10 so với Monza.
Đô thị này ban đầu được người La Mã cổ thành lập bên hai bờ sông Molgora.